# Cugnasco-Gerra
Cugnasco-Gerra é uma comuna da Suíça, situada no distrito de Locarno, no cantão de Ticino. Tem 35,8 km² de área e sua população em 2018 foi estimada em 2.861 habitantes.
Foi criada em 1 de janeiro de 2009, a partir da fusão das antigas comunas de Cugnasco e Gerra.